# 22 marca
22 marca jest 81. (w latach przestępnych 82.) dniem w kalendarzu gregoriańskim. Do końca roku pozostaje 284 dni.

## Święta
- Imieniny obchodzą: August, Baldwin, Baldwina, Bazyli, Benwenut, Boguchwał, Bogusław, Bogusława, Godzisław, Katarzyna, Kazimierz, Lea, Oktawian, Paweł, Zachariasz i Zachary
- Kraje nadbałtyckie – Dzień Morza Bałtyckiego[1] (ang. Baltic Day)[2] na mocy Komisji Helsińskiej, jako element Światowego Dnia Wody
- Laos – Dzień Partii Ludowej
- Międzynarodowe – Światowy Dzień Wody
- Portoryko – Dzień Emancypacji
- Wspomnienia i święta w Kościele katolickim obchodzą[3][4]:
  - św. Benwenut (zm. 1282, arcybiskup w Osimo, franciszkanin)[5]
  - św. Lea (wdowa)
  - bł. Klemens August von Galen (kardynał)
  - św. Mikołaj Owen (męczennik jezuicki)
  - św. Zachariasz (papież)

## Wydarzenia w Polsce
- 1623 – Zygmunt III Waza nadał Siebieżowi prawo magdeburskie wraz z herbem.
- 1627 – Jan Wężyk został mianowany arcybiskupem gnieźnieńskim i prymasem Polski.
- 1675 – Wybuchł wielki pożar Korfantowa.
- 1809 – Marszałek Francji Louis Nicolas Davout został odznaczony Krzyżem Wielkim Orderu Virtuti Militari.
- 1822 – Aleksandrów Łódzki otrzymał prawa miejskie.
- 1841 – Na pola koło dzisiejszej wsi Wilkanowo (województwo lubuskie) spadł meteoryt.
- 1842 – Ukazem cara Mikołaja I Romanowa część diecezji krakowskiej znajdująca się na obszarze Królestwa Polskiego otrzymała nazwę diecezja kielecko-krakowska.
- 1848 – W Poznaniu ukazało się pierwsze wydanie dziennika „Gazeta Polska”.
- 1863 – Powstanie styczniowe: porażka powstańców w bitwie pod Olszakiem.
- 1887 – Józef Piłsudski został aresztowany pod zarzutem udziału w spisku na życie cesarza Aleksandra III Romanowa, którego autorami byli członkowie Frakcji Terrorystycznej Narodnej Woli.
- 1904 – W Toruniu odsłonięto pomnik cesarza Wilhelma I.
- 1905 – Założono Muzeum w Gliwicach.
- 1911 – W stoczni Kaiserliche Werft Danzig zwodowano pancernik SMS „Kaiser”.
- 1915 – I wojna światowa: wysadzono forty Twierdzy Przemyśl oraz zniszczono sprzęt i uzbrojenie przed poddaniem jej Rosjanom.
- 1925:
  - Odsłonięto Grób Nieznanego Żołnierza w Łodzi.
  - Otwarto skocznię narciarską Wielka Krokiew w Zakopanem.
- 1928 – Powstało przedsiębiorstwo państwowe Polska Poczta, Telegraf i Telefon.
- 1935 – Ustka otrzymała prawa miejskie.
- 1936 – Początek strajku okupacyjnego 1100 górników w KWK „Śląsk” w Chropaczowie przeciwko planom zwolnień pracowników.
- 1940:
  - Intelligenzaktion: w niemieckim obozie koncentracyjnym Stutthof rozstrzelano 66 osób, m.in.: Mariana Góreckiego, Bronisława Komorowskiego i Tadeusza Ziółkowskiego.
  - W Krakowie i Warszawie rozpoczęły się inspirowane przez Niemców serie napadów na ludność żydowską (tzw. pogrom wielkanocny). Część przechodniów stanęła w obronie rabowanych żydowskich sklepów.
- 1942 – SS rozstrzelało w Wąwolnicy na Lubelszczyźnie 40 (lub według innych źródeł 72 lub 120) Żydów.
- 1943 – Niemiecka policja rozstrzelała w Bodzechowie na Kielecczyźnie 130 Żydów.
- 1946 – Założono klub sportowy Górnik Wałbrzych.
- 1963 – Premiera filmu wojennego Zerwany most w reżyserii Jerzego Passendorfera.
- 1966 – 10 robotników zginęło w katastrofie na budowie Wydziału Melioracji Wyższej Szkoły Rolniczej (dziś Uniwersytet Przyrodniczy) we Wrocławiu.
- 1981 – Premiera 1. odcinka serialu telewizyjnego Tylko Kaśka w reżyserii Włodzimierza Haupego.
- 1987:
  - Trener kolarski Andrzej Imosa, podczas przejazdu treningowego wraz z grupą podopiecznych przez miejscowość Rudka Bałtowska koło Ostrowca Świętokrzyskiego, został zaatakowany przez pijanego napastnika, wskutek czego przewrócił się z rowerem i odniósł śmiertelne obrażenia głowy (zmarł 6 kwietnia).
  - W Warszawie odbyły się 15. Mistrzostwa Świata w Biegach Przełajowych.
- 1989 – Rada Ministrów podjęła decyzję o wysłaniu kontyngentu wojskowego do Namibii.
- 1990 – Sejm RP przyjął ustawę o likwidacji wydawnictwa RSW „Prasa-Książka-Ruch”.
- 1991 – Sejm RP przyjął ustawę Prawo o publicznym obrocie papierami wartościowymi i funduszach powierniczych, tworząc ramy prawne dla rynku kapitałowego w Polsce.
- 1995 – Premiera filmu biograficznego Faustyna w reżyserii Jerzego Łukaszewicza.
- 1999 – Założono Fundację ITAKA.
- 2009 – Otwarto Muzeum Dobranocek w Rzeszowie.

## Wydarzenia na świecie

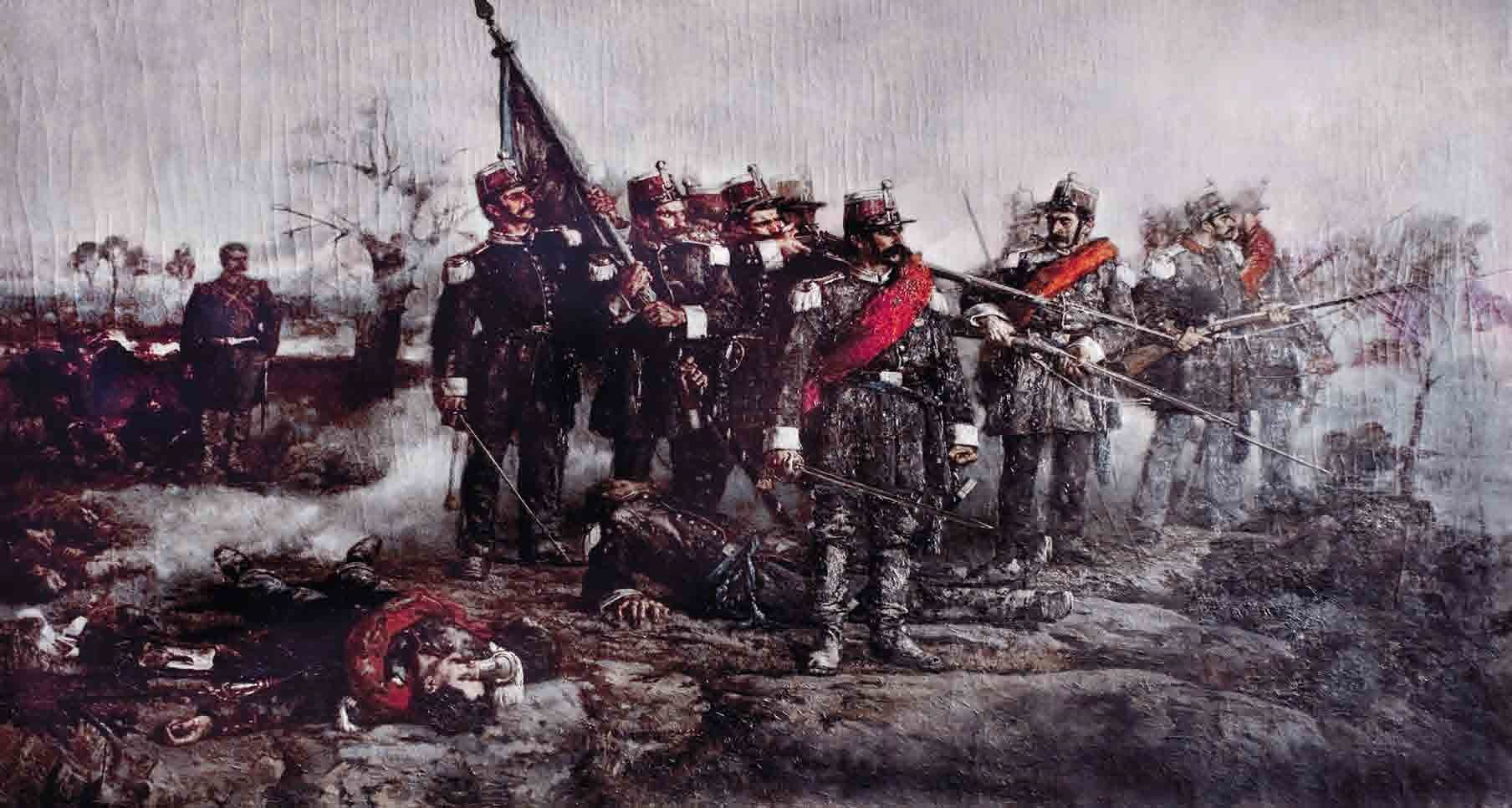
Bitwa pod Novarą (1849) na obrazie Giuseppe Ferrariego

- 238 – Gordian I i jego syn Gordian II zostali współcesarzami rzymskimi.
- 638 – Rozpoczął się bieg kalendarza birmańskiego.
- 752 – (lub 23 marca) Stefan II został wybrany na papieża.
- 1106 – Wojska króla niemieckiego Henryka V Salickiego zostały rozbite przez Lotaryńczyków w bitwie pod Visé.
- 1312 – Podczas soboru w Vienne papież Klemens V wydał bullę rozwiązującą zakon templariuszy.
- 1349 – W niemieckim mieście Fulda doszło do masakry Żydów oskarżanych o wywołanie epidemii „czarnej śmierci”.
- 1421 – Wojna stuletnia: zwycięstwo wojsk francusko-szkockich nad angielskimi w bitwie pod Baugé.
- 1429 – Wojna stuletnia: Joanna d’Arc podyktowała pierwszy list do Anglików oblegających Orlean, proponując im zawarcie pokoju.
- 1499 – Wojna austriacko-szwajcarska: zwycięstwo wojsk szwajcarskich nad sprzymierzonym z austriackimi Habsburgami wojskami Związku Szwabskiego w bitwie pod Bruderholz.
- 1518 – Król Hiszpanii Karol V Habsburg i Casa de Contratación de las Indias (Urząd do spraw Indii) zaaprobowali plan Ferdynanda Magellana dotarcia do Wysp Korzennych drogą zachodnią.
- 1594 – Po przejściu na katolicyzm i uznaniu jego władzy przez większość francuskich arcybiskupów i biskupów król Henryk IV Burbon przybył do Paryża.
- 1595 – Walter Raleigh odkrył Jezioro Asfaltowe na wyspie Trynidad.
- 1599 – Książę Wirtembergii Fryderyk I założył miasto Freudenstadt.
- 1622 – 347 angielskich osadników zostało zamordowanych przez Indian w Jamestown w Wirginii.
- 1765 – Brytyjski parlament uchwalił ustawę o pieczęciach nakładającą podatki na trzynaście kolonii w Ameryce Północnej.
- 1837 – Założono miasto Jyväskylä w środkowej Finlandii.
- 1848:
  - Adam Wilhelm Moltke został pierwszym premierem Danii.
  - W Wenecji ogłoszono powstanie Republiki Świętego Marka.
  - Zakończyło się pięciodniowe zwycięskie powstanie antyaustriackie w Mediolanie.
- 1849:
  - Powstanie węgierskie: wojska siedmiogrodzkie pod dowództwem gen. Józefa Bema zdobyły Braszów broniony przez oddziały austriackie.
  - Wojna austriacko-piemoncka: rozpoczęła się bitwa pod Novarą.
- 1858 – Założono Uniwersytet Stanu Iowa.
- 1860 – Toskania weszła w skład zjednoczonych Włoch.
- 1895 – W Paryżu odbył się pierwszy pokaz filmu braci Lumière Wyjście robotników z fabryki Lumière w Lyonie.
- 1903 – Z powodu suszy zabrakło wody w wodospadzie Niagara.
- 1906 – Zwodowano niemiecki krążownik pancerny SMS „Scharnhorst”.
- 1909 – Rosja uznała aneksję Bośni i Hercegowiny przez Austro-Węgry.
- 1910 – Spłonął gmach Texas Christian University w Waco.
- 1911 – Założono Uniwersytet Lizboński i Uniwersytet w Porto.
- 1913:
  - Louis Barthou został premierem Francji.
  - Został aresztowany samozwańczy cesarz Wietnamu i przywódca antyfrancuskiego powstania Phan Xích Long.
  - Zwodowano amerykański niszczyciel USS „Benham”.
- 1916 – W obliczu powszechnego buntu chiński dyktator Yuan Shikai oficjalnie uznał restaurację monarchii za niebyłą i przywrócił ustrój republikański.
- 1917 – Stany Zjednoczone, jako pierwsze państwo na świecie, uznały rosyjski rząd tymczasowy, utworzony po obaleniu caratu w wyniku rewolucji lutowej.
- 1918 – Wojna gruzińsko-osetyńska: wojska gruzińskie zdobyły Cchinwali.
- 1919:
  - Japonia uznała niepodległość Polski.
  - Uruchomiono pierwsze na świecie regularne międzynarodowe połączenie lotnicze pomiędzy Paryżem a Brukselą.
- 1922 – W Moskwie uruchomiono pierwszą europejską rozgłośnię radiową.
- 1924 – Jón Magnússon został po raz trzeci premierem Islandii.
- 1925 – W swym pierwszym oficjalnym meczu reprezentacja Haiti w piłce nożnej przegrała 1:2 z Jamajką.
- 1928 – W egipskim mieście Ismailia fundamentalista islamski Hasan al-Banna założył Bractwo Muzułmańskie.
- 1929:
  - Rozpoczęła się seryjna produkcja pierwszego w historii koncernu BMW modelu samochodu osobowego 3/15 „Dixi”.
  - U wybrzeży Luizjany kanadyjski szkuner „I’m Alone”, używany do przemytu alkoholu w czasie prohibicji, został ostrzelany i zatopiony przez amerykańską Straż Wybrzeża po tym jak nie zatrzymał się do kontroli, w wyniku czego zginął jeden z członków załogi.
- 1935 – Rozpoczęła nadawanie niemiecka publiczna stacja telewizyjna Fernsehsender „Paul Nipkow”.
- 1936:
  - Dansrabileijn Dogsom został przewodniczącym Prezydium Małego Churału Państwowego Mongolskiej Republiki Ludowej (formalną głową państwa).
  - Premiera amerykańskiego musicalu filmowego Wielki Ziegfeld w reżyserii Roberta Z. Leonarda.
- 1939 – Rząd III Rzeszy wymusił na Litwie scedowanie Okręgu Kłajpedy.
- 1940 – ZSRR przejął kontrolę nad miastem i półwyspem Hanko oraz okolicznymi wysepkami w południowej Finlandii, wydzierżawionymi mu na 30 lat podstawie traktatu moskiewskiego kończącego wojnę zimową.
- 1941 – Szef rządu Francji Vichy marszałek Philippe Pétain podpisał dekret o budowie kolei transsaharyjskiej.
- 1942 – Kampania śródziemnomorska: taktyczne zwycięstwo floty brytyjskiej nad włoską w II bitwie pod Syrtą, po której wojska państw „Osi” zrezygnowały z planów desantu na Maltę.
- 1943 – Front wschodni: 149 osób zginęło w wyniku niemieckiej pacyfikacji białoruskiej wsi Chatyń, przeprowadzonej w odwecie za zabicie kapitana Schutzpolizei i mistrza olimpijskiego w pchnięciu kulą z Igrzysk w Berlinie Hansa Woellkego.
- 1945:
  - Front zachodni: wojska alianckie sforsowały Ren.
  - W Kairze założono Ligę Państw Arabskich.
- 1946 – Wielka Brytania przyznała niepodległość Transjordanii (obecnie Królestwo Jordanii).
- 1948:
  - Dokonano oblotu amerykańskiego samolotu szkolno-treningowego Lockheed T-33 Shooting Star.
  - Wojna domowa w Palestynie: w kanionie Bab-el-Oued Arabowie rozbili żydowski konwój, niszcząc 30 ciężarówek i odcinając całkowicie od dostaw Jerozolimę.
- 1951 – Rozpoczął nadawanie radziecki telewizyjny Pierwyj kanał.
- 1957 – W Indiach zaczął obowiązywać indyjski kalendarz narodowy, używany oficjalnie obok kalendarza gregoriańskiego.
- 1960 – Żyjący na początku XVI wieku ostatni władca i król ludu Kiczów Tecún Umán został ogłoszony bohaterem narodowym Gwatemali.
- 1962 – Prezydent Korei Południowej Yun Bo-seon ustąpił z urzędu.
- 1963 – Ukazał się pierwszy album grupy The Beatles Please Please Me.
- 1964 – Reprezentacja Korei Północnej w piłce nożnej rozegrała swój pierwszy oficjalny mecz, remisując bezbramkowo w Rangunie z Birmą.
- 1965 – Nicolae Ceaușescu został sekretarzem generalnym Rumuńskiej Partii Komunistycznej.
- 1966 – Podczas pierwszej w historii oficjalnej wizyty arcybiskupa Canterbury w Watykanie podpisano deklarację ustanowienia stosunków między Kościołami katolickim i anglikańskim.
- 1967 – Założono południowokoreański koncern przemysłowy Daewoo.
- 1971 – Prezydent Argentyny gen. Roberto Marcelo Levingston został odsunięty od władzy. Nowym prezydentem został gen. Alejandro Lanusse.
- 1974 – Przedstawiciele 7 państw nadbałtyckich podpisali w Helsinkach konwencję o ochronie środowiska regionu Morza Bałtyckiego.
- 1975 – W Sztokholmie odbył się 20. Konkurs Piosenki Eurowizji.
- 1976 – Na pustyni w Tunezji rozpoczęły się zdjęcia do filmu fantastycznonaukowego Gwiezdne wojny: część IV – Nowa nadzieja w reżyserii i według scenariusza George’a Lucasa, będący chronologicznie czwartym, a w kolejności powstawania pierwszym filmem z jego kinowego uniwersum Gwiezdne wojny.
- 1977 – 31 górników zginęło, a 14 zostało rannych w wyniku eksplozji metanu i pyłu węglowego w kopalni w czeskiej Karwinie.
- 1979:
  - Maati Bouabid został premierem Maroka
  - W Hadze zostali zastrzeleni przez dwóch terrorystów z Prowizorycznej Irlandzkiej Armii Republikańskiej brytyjski ambasador w Holandii Richard Sykes i pracownik ambasady.
- 1983 – Chaim Herzog został wybrany przez Kneset na urząd prezydenta Izraela.
- 1985 – Została podpisana Konwencja wiedeńska w sprawie ochrony warstwy ozonowej.
- 1989 – Radziecki samolot transportowy An-225 Mrija podczas trzygodzinnego lotu ustanowił 106 rekordów świata.
- 1990 – Czechosłowacja i Korea Południowa nawiązały stosunki dyplomatyczne.
- 1991:
  - António Monteiro został prezydentem Republiki Zielonego Przylądka.
  - Utworzono pierwszy rząd Republiki Autonomicznej Krymu z premierem Witalijem Kuraszykiem.
  - W Medzilaborcach na Słowacji została powołana Światowa Rada Rusinów.
  - W stolicy Mali Bamako doszło do masakry około 300 osób protestujących przeciwko prezydentowi Moussie Traoré’mu.
- 1992 – Demokratyczna Partia Albanii zwyciężyła w pierwszych od obalenia komunizmu demokratycznych wyborach parlamentarnych.
- 1993:
  - Oficjalnie zadebiutował mikroprocesor Pentium przedsiębiorstwa Intel.
  - Ukazał się album Songs of Faith and Devotion brytyjskiej grupy Depeche Mode.
  - Utworzono galerię sławy WWE Hall of Fame dla osobistości związanych z profesjonalnym wrestlingiem, prowadzoną przez federację WWE.
- 1994 – Roch Marc Christian Kaboré został premierem Burkiny Faso.
- 1996 – Göran Persson został premierem Szwecji.
- 1998 – Urzędujący prezydent Ibrahim Rugova wygrał wybory prezydenckie, a jego Demokratyczna Partia Kosowa jednoczesne wybory do parlamentu Kosowa.
- 2000:
  - Girija Prasad Koirala został po raz trzeci premierem Nepalu.
  - Papież Jan Paweł II odprawił mszę w Betlejem i modlił się w Grocie Narodzenia.
  - Statek pasażerski „Stefan Batory” został przekazany na złom do tureckiej stoczni.
- 2001 – Pedro Pires został prezydentem Republiki Zielonego Przylądka.
- 2002 – Została uchwalona konstytucja Timoru Wschodniego.
- 2003 – II wojna w Zatoce Perskiej: siły międzynarodowej koalicji przeprowadziły bombardowanie Bagdadu w nocy tuż przed godziną 2:00 czasu lokalnego UTC+03:00, następne o godzinie 5:00, kolejne o 7:00.
- 2004 – W ataku rakietowym izraelskich śmigłowców w Gazie zginął współzałożyciel i duchowy przywódca Hamasu szejk Ahmad Jasin.
- 2005 – Izrael przekazał pod kontrolę administracji palestyńskiej miasto Tulkarm.
- 2006 – Baskijska ETA ogłosiła trwałe zawieszenie broni.
- 2008 – Ma Ying-jeou wygrał wybory prezydenckie na Tajwanie.
- 2009:
  - W Macedonii odbyła się I tura wyborów prezydenckich. Najwięcej głosów zdobyli: Ǵorge Iwanow (35,04%) i Lubomir Frczkoski (20,41%)
  - Erupcja wulkanu Mount Redoubt na Alasce.
- 2011 – Były prezydent Izraela Mosze Kacaw został skazany przez sąd w Tel Awiwie na 7 lat pozbawienia wolności za gwałt i molestowanie seksualne.
- 2013:
  - Amerykański zespół rockowy My Chemical Romance oficjalnie ogłosił zakończenie działalności.
  - Konflikt etniczny w Birmie: 40 osób zginęło w starciach w mieście Miktili w dniach 20–22 marca.
- 2014 – 43 osoby zginęły w wyniku zejścia lawiny błotnej na miejscowość Oso w amerykańskim stanie Waszyngton.
- 2016 – 35 osób zginęło, a ponad 316 zostało rannych w serii trzech zamachów bombowych w Brukseli.
- 2017 – 6 osób zginęło, a 49 zostało rannych w zamachu terrorystycznym z użyciem samochodu i noża, przeprowadzonym przez 52-letniego Khalida Masooda na Westminster Bridge obok gmachu brytyjskiego parlamentu.
- 2018:
  - 6 osób zginęło w wyniku eksplozji w zakładach Unipetrolu w Kralupach nad Wełtawą w Czechach.
  - Peter Pellegrini został premierem Słowacji.
- 2021: 
  - Dotychczasowy premier Laosu Thongloun Sisoulith objął urząd prezydenta, a nowym premierem został Phankham Viphavanh.
  - 10 osób zginęło w strzelaninie w supermarkecie King Soopers w Boulder w stanie Kolorado. Sprawca, 21-letni Ahmad al-Issa, został postrzelony i aresztowany przez policję.
- 2022 – Inwazja Rosji na Ukrainę: wojska ukraińskie odbiły Makarów w obwodzie kijowskim.
- 2024 – W Krasnogorsku pod Moskwą doszło do ataku na halę koncertową Crocus City Hall, w której miał się odbyć koncert rockowy. Śmierć poniosło 145 osób, a 551 zostało rannych. Do zamachu przyznało się Państwo Islamskie Chorasanu.

## Eksploracja kosmosui zdarzenia astronomiczne
- 1981 – Wystrzelono statek kosmiczny Sojuz 39 na pokładzie którego znajdował się pierwszy mongolski kosmonauta Żugderdemidijn Gurragczaa.
- 1982 – Rozpoczęła się misja STS-3 wahadłowca Columbia.
- 1995 – Ze stacji orbitalnej Mir powrócił na Ziemię rosyjski kosmonauta Walerij Polakow, ustanawiając rekord najdłuższego, nieprzerwanego pobytu w kosmosie (437,7 dnia).
- 1996 – Rozpoczęła się misja STS-76 wahadłowca Atlantis.
- 1997 – Kometa Hale’a-Boppa znalazła się najbliżej Ziemi (1,315 j.a.)

## Urodzili się
- 1212 – Go-Horikawa, cesarz Japonii (zm. 1234)
- 1394 – Uług Beg, sułtan z dynastii Timurydów, matematyk, astronom (zm. 1449)
- 1431 – Juan de Castro, hiszpański duchowny katolicki, biskup Agrigento i biskup Malty, kardynał (zm. 1506)
- 1459 – Maksymilian I Habsburg, cesarz rzymsko-niemiecki (zm. 1519)
- 1503 – Anton Francesco Grazzini, włoski prozaik, poeta, dramaturg (zm. 1584)
- 1517 – Gioseffo Zarlino, włoski kompozytor, teoretyk muzyki (zm. 1590)
- 1554 – Catherine de Parthenay, francuska poetka, humanistka (zm. 1631)
- 1557 – Kazimierz VII, książę darłowsko-bytowski i szczeciński, biskup Pomorskiego Kościoła Ewangelickiego (zm. 1605)
- 1585 – Krzysztof Radziwiłł, hetman wielki litewski (zm. 1640)
- 1593 – Johann Ulrich Steigleder, niemiecki kompozytor, organista (zm. 1635)
- 1599 – Antoon van Dyck, flamandzki malarz (zm. 1641)
- 1609 – Jan II Kazimierz Waza, król Polski (zm. 1672)
- 1662 – August Christoph von Wackerbarth, saski feldmarszałek, dyplomata (zm. 1734)
- 1663 – August Hermann Francke, niemiecki teolog protestancki, filantrop, pedagog (zm. 1727)
- 1684:
  - Matej Bel, słowacki duchowny katolicki, filozof, polihistor (zm. 1749)
  - William Pulteney, brytyjski arystokrata, polityk (zm. 1764)
- 1688 – Joachim Daniel Jauch, sasko-polski generał, inżynier wojskowy, architekt (zm. 1754)
- 1700 – Giuseppe Sellitto, włoski kompozytor, organista (zm. 1777)
- 1705 – Nicolas Sébastien Adam, francuski rzeźbiarz (zm. 1778)
- 1709 – Giuseppe Zais, włoski malarz (zm. 1784)
- 1712 – Edward Moore, brytyjski prozaik, dramaturg (zm. 1757)
- 1725 – Ignacy Nagurczewski, polski jezuita, poeta, tłumacz, historyk literatury, pedagog (zm. 1811)
- 1728 – Giacomo Insanguine, włoski kompozytor, organista (zm. 1795)
- 1734 – Nikołaj Repnin, rosyjski generał, dyplomata (zm. 1801)
- 1741 – Moses Robinson, amerykański prawnik, polityk, senator (zm. 1813)
- 1746 – Gerard van Spaendonck, holenderski malarz, grafik (zm. 1822)
- 1758 – Jean-Charles Monnier, francuski generał (zm. 1816)
- 1759 – Jadwiga Elżbieta, królowa Szwecji i Norwegii (zm. 1818)
- 1762 – Stanisław Dulfus, polski pułkownik (zm. 1847)
- 1771 – Heinrich Zschokke, niemiecki pisarz, pedagog (zm. 1848)
- 1777 – Włodzimierz (Użynski), rosyjski biskup prawosławny (zm. 1855)
- 1781 – Paweł Muchowski, polski generał, uczestnik powstania listopadowego (zm. 1862)
- 1785 – Adam Sedgwick, brytyjski geolog (zm. 1873)
- 1786 – Joachim Lelewel, polski historyk, bibliograf, slawista, heraldyk, numizmatyk, polityk, wolnomularz (zm. 1861)
- 1791 – George Augustus Robinson, brytyjski pastor, budowniczy (zm. 1866)
- 1797:
  - Wilhelm I Hohenzollern, król Prus i cesarz Niemiec (zm. 1888)
  - Jean Bernard Rousseau, francuski lasalianin, misjonarz, błogosławiony (zm. 1867)
- 1799 – Friedrich Argelander, niemiecki astronom pochodzenia fińskiego (zm. 1875)
- 1806 – Iwan Kiriejewski, rosyjski krytyk literacki, publicysta (zm. 1856)
- 1808 – Caroline Norton, brytyjska poetka, działaczka na rzecz praw kobiet (zm. 1877)
- 1816 – John Frederick Kensett, amerykański malarz, ilustrator (zm. 1872)
- 1817 – Braxton Bragg, amerykański (konfederacki) generał (zm. 1876)
- 1819 – William Wirt Adams, amerykański (konfederacki) generał-brygadier, sędzia (zm. 1888)
- 1820 – Dionizy V, grecki duchowny prawosławny, patriarcha Konstantynopola (zm. 1891)
- 1821 – Tyler Henry, amerykański wynalazca, konstruktor broni strzeleckiej (zm. 1898)
- 1822:
  - Carl Braun, austriacki lekarz położnik (zm. 1891)
  - Ahmed Cevdet Paşa, turecki polityk, historyk (zm. 1895)
- 1824 – Kazimierz Kantak, polski działacz polityczny i społeczny (zm. 1886)
- 1827 – Leon Kossak, polski malarz amator (zm. 1877)
- 1833 – Ignacy Laskowski, polski pułkownik, uczestnik powstania styczniowego (zm. 1871)
- 1834 – Auguste Barth francuski indolog, epigrafista (zm. 1916)
- 1837 – Virginia Oldoini, francuska kurtyzana (zm. 1899)
- 1841 – August Rauber, niemiecki anatom, embriolog (zm. 1917)
- 1842:
  - Mykoła Łysenko, ukraiński kompozytor, pianista (zm. 1912)
  - Carl Rosa, brytyjski skrzypek, dyrygent, impresario operowy pochodzenia niemieckiego (zm. 1889)
- 1845 – John B. Tabb, amerykański duchowny katolicki, poeta, prozaik (zm. 1909)
- 1848:
  - Harry Bresslau, niemiecki historyk, mediewista, dyplomatyk (zm. 1926)
  - Sarah Purser, irlandzka malarka, projektantka witraży (zm. 1943)
- 1851 – Józef Nascimbeni, włoski duchowny katolicki, błogosławiony (zm. 1922)
- 1852:
  - Franciszek Bujak, polski prawnik, sędzia, polityk (zm. 1915)
  - Ignacy Poznański, polski przemysłowiec pochodzenia żydowskiego (zm. 1908)
  - François Proth, francuski matematyk samouk (zm. 1879)
  - Otakar Ševčík, czeski skrzypek, pedagog (zm. 1934)
  - Hector-Irénée Sévin, francuski duchowny katolicki, arcybiskup Lyonu, kardynał (zm. 1916)
- 1856:
  - Richard Anders, niemiecki przedsiębiorca (zm. 1934)
  - Hilana Taarka, setuska poetka, pieśniarka (zm. 1933)
- 1857 – Paul Doumer, francuski polityk, prezydent Francji (zm. 1932)
- 1858:
  - Otto von Büngner, niemiecki chirurg, wykładowca akademicki (zm. 1905)
  - Edwin Jahnke, polski skrzypek, pedagog (zm. 1933)
  - Hans Meyer, niemiecki geolog, wykładowca akademicki, wspinacz (zm. 1929)
  - Włodzimierz Truskolaski, polski ziemianin, polityk (zm. 1906)
- 1859 – Josip Vancaš, chorwacki architekt, polityk (zm. 1932)
- 1860 – John George Bartholomew, szkocki kartograf (zm. 1920)
- 1863:
  - Ludwik Bergson, polski przedsiębiorca, filantrop, działacz społeczny pochodzenia żydowskiego (zm. 1940)
  - Mark Jelizarow, rosyjski rewolucjonista (zm. 1919)
- 1865:
  - Gustav-Adolf Sjöberg, szwedzki strzelec sportowy (zm. 1937)
  - Ibrahim Starova, rumuńsko-turecki lekarz, publicysta pochodzenia albańskiego (zm. 1945)
- 1867:
  - Józef Palewski, polski duchowny katolicki, redemptorysta, męczennik, Sługa Boży (zm. 1944)
  - Hermann Simon, niemiecki psychiatra (zm. 1947)
- 1868:
  - Alfred Fowler, brytyjski astronom, wykładowca akademicki (zm. 1940)
  - Stanisław Goliński, polski botanik (zm. 1931)
  - Hamish MacCunn, szkocki kompozytor, dyrygent (zm. 1916)
  - Robert Millikan, amerykański fizyk, wykładowca akademicki, laureat Nagrody Nobla (zm. 1953)
  - Vilius Storostas-Vydūnas, litewski pisarz, filozof, pedagog (zm. 1953)
- 1870 – Władysław Dobrowolski-Doliwa, polski generał brygady (zm. 1937)
- 1871 – Jan Stecki, polski ekonomista, polityk, senator RP (zm. 1954)
- 1872 – Kazimierz Kelles-Krauz, polski działacz socjalistyczny, filozof (zm. 1905)
- 1873:
  - Adam Karwowski, polski dermatolog (zm. 1933)
  - Ernest Lawson, amerykański malarz podchodzenia kanadyjskiego (zm. 1939)
- 1875:
  - Anton Hanak, austriacki malarz pochodzenia czeskiego (zm. 1934)
  - Friedrich von Huene, niemiecki paleontolog (zm. 1959)
  - Adolf Martens, polski budowniczy (zm. 1939)
- 1879 – Alexandre Cingria, szwajcarski pisarz, publicysta, malarz, dekorator, witrażysta (zm. 1945)
- 1880 – Kuniaki Koiso, japoński generał, polityk, premier Japonii (zm. 1950)
- 1882 – Eduard Budźka, białoruski poeta, publicysta, polityk (zm. 1950)
- 1884:
  - Lajos Aradi, węgierski gimnastyk (zm. 1952)
  - Władimir Grendal, radziecki generał pułkownik pochodzenia szwedzkiego (zm. 1940)
- 1886:
  - Kálmán Darányi, węgierski polityk, premier Węgier (zm. 1939)
  - August Rei, estoński polityk, premier i głowa państwa, szef rządu na uchodźstwie (zm. 1963)
- 1887:
  - Andriej Kolegajew, radziecki polityk (zm. 1937)
  - Chico Marx, amerykański aktor komediowy (zm. 1961)
- 1890 – Ewald von Kleist-Schmenzin, niemiecki polityk (zm. 1945)
- 1891:
  - Stanisław Długosz, polski poeta, historyk, oficer Legionów Polskich (zm. 1915)
  - Bogusław Miedziński, polski podpułkownik, dziennikarz, polityk, poseł na Sejm, senator i marszałek Senatu RP (zm. 1972)
- 1892 – Johannes Frießner, niemiecki generał pułkownik (zm. 1971)
- 1894 – Tadeusz Ochlewski, polski skrzypek, pedagog, wydawca muzyczny (zm. 1975)
- 1896:
  - He Long, chiński dowódca wojskowy, marszałek (zm. 1969)
  - Pierre Jeanneret, szwajcarski architekt (zm. 1967)
  - Joseph Schildkraut, austriacki aktor (zm. 1964)
- 1897:
  - Ryszard Bartel, polski inżynier, konstruktor lotniczy, pilot, historyk lotnictwa (zm. 1982)
  - Ludwik Dujanowicz, polski kapitan (zm. ?)
  - Otto Roelen, niemiecki chemik, wynalazca (zm. 1993)
- 1898 – Beniamin Perelmuter, polski architekt, inżynier pochodzenia żydowskiego (zm. 1952)
- 1899 – Warłaam (Borisewicz), ukraiński biskup prawosławny (zm. 1975)
- 1900:
  - Christine Johanna Buisman, holenderska mykolog (zm. 1936)
  - Janusz Laskownicki, polski dziennikarz (zm. 1977)
  - Aleksander Nowakowski, polski specjalista w dziedzinie włókiennictwa, wykładowca akademicki (zm. 1968)
  - Władysław Prażmowski, polski kapitan, lekarz (zm. 1991)
  - Süleyman Rəhimov, azerski pisarz (zm. 1983)
  - Bolesław Szwaczyk, polski komandor, lekarz (zm. 2002)
  - Wacław Zastrzeżyński, polski aktor (zm. 1959)
- 1901:
  - Antoni Gaweł, polski geolog, mineralog, petrograf, wykładowca akademicki (zm. 1989)
  - Iwan Wyuczejski, radziecki nauczyciel, polityk (zm. 1936)
- 1902:
  - Aleksander Jeljaszewicz, polski major kawalerii pochodzenia tatarskiego (zm. 1978)
  - (lub 22 lipca) Augustyn Necel, polski rybak, pisarz kaszubski (zm. 1976)
- 1903:
  - Rudolf Lowas, polski drukarz, działacz sportowy (zm. 1983)
  - James Sargent Russell, amerykański admirał (zm. 1996)
  - Nikołaj Sołowjow, radziecki generał porucznik, polityk (zm. 1950)
- 1904:
  - Gertruda Świerczek, polska członkini ZWZ (zm. 1944)
  - Bronisław Żelkowski, polski major, cichociemny (zm. 1942)
- 1905:
  - Antoni Basiński, polski chemik, nauczyciel akademicki (zm. 1990)
  - Nikołaj Baskakow, rosyjski filolog, turkolog, folklorysta, etnograf (zm. 1995)
  - Grigorij Kozincew, rosyjski reżyser i scenarzysta filmowy (zm. 1973)
  - Ángel Melogno, urugwajski piłkarz (zm. 1945)
  - Marian Pelczar, polski historyk, bibliotekarz (zm. 1983)
  - Wiktor Żołudiew, radziecki generał major (zm. 1944)
- 1906:
  - Ernest Libérati, francuski piłkarz, trener pochodzenia włosko-algierskiego (zm. 1983)
  - Władysław Ozga, polski nauczyciel, polityk, poseł na Sejm PRL (zm. 1973)
  - Arthur Winston, amerykański pracownik transportu publicznego w Los Angeles (zm. 2006)
  - Nikołaj Żeleznikow, radziecki generał porucznik, funkcjonariusz służb specjalnych (zm. 1974)
- 1907:
  - Roger Blin, francuski aktor, reżyser teatralny (zm. 1984)
  - Jaroslavas Citavičius, litewski piłkarz (zm. 1972)
  - James Gavin, amerykański generał (zm. 1990)
- 1908:
  - Jack Crawford, australijski tenisista (zm. 1991)
  - Warren Ingersoll, amerykański hokeista na trawie (zm. 1995)
  - Henryk Krzysztofik, polski kapucyn, męczennik, błogosławiony (zm. 1942)
- 1909:
  - Gabrielle Roy, kanadyjska pisarka francuskojęzyczna (zm. 1983)
  - Milt Kahl, amerykański animator (zm. 1987)
  - Walter Motz, niemiecki biegacz narciarski (zm. ?)
  - Stefan Nosek, polski archeolog (zm. 1966)
- 1910:
  - Stefan Janus, polski major pilot, as myśliwski (zm. 1978)
  - Michał Jekiel, polski działacz sportowy (zm. 2005)
  - Jan Meysztowicz, polski prawnik, pisarz, tłumacz (zm. 1997)
  - Nicholas Monsarrat, brytyjski pisarz (zm. 1979)
  - Zygmunt Wdowiński, polski dziennikarz, fotoreporter (zm. 1966)
- 1911:
  - Aszot Etmekdżyjan, radziecki polityk (zm. 1991)
  - Franciszek Paprocki, polski historyk, archiwista (zm. 1978)
- 1912:
  - Agnes Martin, kanadyjska artystka (zm. 2004)
  - Nəcəfqulu Rəfiyev, radziecki major narodowości azerskiej (zm. 1970)
  - Leopold Wohlrab, austriacki piłkarz ręczny (zm. 1981)
  - Feliks Matyjaszkiewicz, polski scenograf (zm. 2007)
  - Karl Malden, amerykański aktor pochodzenia serbsko-czeskiego (zm. 2009)
- 1913:
  - Sabiha Gökçen, turecka pilotka wojskowa (zm. 2001)
  - Paweł Stok, polski koszykarz (zm. 1993)
- 1914:
  - Sonny Burke, amerykański kompozytor jazzowy (zm. 1980)
  - William E. Miller, amerykański polityk (zm. 1983)
  - Władysław Niedoba, polski scenarzysta, reżyser, aktor (zm. 1999)
- 1915:
  - Zbigniew Waruszyński, polski kapitan, cichociemny (zm. 1976)
  - Jan Zaborowski, polski sędzia, kolaborant pochodzenia żydowskiego (zm. 2004)
- 1916:
  - Stanisław Król, polski porucznik pilot (zm. 1944)
  - Franciszek Wachowicz, polski polityk, poseł na Sejm PRL (zm. 1988)
- 1917:
  - Ewald Cebula, polski piłkarz (zm. 2004)
  - Virginia Grey, amerykańska aktorka (zm. 2004)
  - Paul Rogers, brytyjski aktor (zm. 2013)
- 1918:
  - Cheddi Jagan, gujański polityk, prezydent Gujany (zm. 1997)
  - Édouard Van Dyck, belgijski kolarz szosowy (zm. 1977)
- 1919:
  - Don Carlson, amerykański koszykarz, trener (zm. 2004)
  - Karl Schnörrer, niemiecki pilot wojskowy, as myśliwski (zm. 1979)
- 1920:
  - Ludvík Kundera, czeski prozaik, poeta, tłumacz (zm. 2010)
  - Josip Manolić, chorwacki działacz komunistyczny, polityk, premier Chorwacji (zm. 2024)
  - Charles Stein, amerykański statystyk (zm. 2016)
- 1921:
  - Biguá, brazylijski piłkarz (zm. 1989)
  - Henryk Jarosz, polski architekt, wykładowca akademicki (zm. 1991)
  - Nino Manfredi, włoski aktor, reżyser filmowy (zm. 2004)
  - Norbert Schmelzer, holenderski polityk, minister spraw zagranicznych (zm. 2008)
- 1922:
  - Fred Crane, amerykański aktor (zm. 2008)
  - Mariano Gonzalvo, hiszpański piłkarz (zm. 2007)
- 1923 – Marcel Marceau, francuski mim, aktor (zm. 2007)
- 1924:
  - Lee Eilbracht, amerykański baseballista (zm. 2013)
  - Aleksander Szulc, polski językoznawca, germanista i skandynawista, wykładowca akademicki (zm. 2012)
- 1925:
  - Halina Mikołajska, polska aktorka, reżyserka, działaczka opozycji antykomunistycznej (zm. 1989)
  - Wojciech Ziembiński, polski działacz społeczny, katolicki i opozycji antykomunistycznej (zm. 2001)
  - Bolesław Szczerba, polski działacz państwowy, generał dywizji (zm. 2012)
  - Marta Stebnicka, polska aktorka, piosenkarka, reżyserka teatralna, pedagog (zm. 2020)
- 1926:
  - Franca Falcucci, włoska nauczycielka, polityk (zm. 2014)
  - Jan Fijałek, polski historyk medycyny, regionalista (zm. 1997)
  - Mosze Meron, izraelski prawnik, polityk  (zm. 2023)
  - Leon Sulima, polski generał brygady (zm. 2016)
- 1927:
  - Kazimierz Barcikowski, polski inżynier, ekonomista, agronom, polityk, poseł na Sejm PRL, minister rolnictwa, wicepremier (zm. 2007)
  - Vera Henriksen, norweska pisarka (zm. 2016)
  - Lech Skolimowski, polski aktor (zm. 1980)
- 1928:
  - Veljko Bulajić, czarnogórski reżyser filmowy (zm. 2024)
  - Ed Macauley, amerykański koszykarz (zm. 2011)
  - Ryszard Pluciński, polski reżyser filmowy
- 1929:
  - Sergio Cervato, włoski piłkarz, trener (zm. 2005)
  - Yayoi Kusama, japońska rzeźbiarka, pisarka, malarka, aktywistka polityczna, performerka
  - Czesław Skoczylas, polski inżynier i konstruktor lotniczy (zm. 2016)
- 1930:
  - Arlette Ben Hamo, francuska lekkoatletka, wieloboistka
  - Stefano Gobbi, włoski duchowny katolicki, mistyk (zm. 2011)
  - Jerzy Kuberski, polski polityk, dyplomata (zm. 2007)
  - Ryszard Kwiecień, polski artysta plastyk, pedagog (zm. 2003)
  - Lesław Lic, polski klarnecista, pianista, kompozytor, członek zespołu Melomani (zm. 2021)
  - Marek Łatyński, polski dziennikarz, publicysta, komentator, dyplomata (zm. 2003)
  - Lynden Pindling, bahamski polityk, premier Bahamów (zm. 2000)
  - Hanna Popowska-Taborska, polska językoznawczyni, badaczka kaszubszczyzny (zm. 2022)
  - Pat Robertson, amerykański duchowny i teleewangelista ewangelikalny, polityk (zm. 2023)
  - Stephen Sondheim, amerykański kompozytor musicali, autor tekstów piosenek (zm. 2021)
  - Eythor Thorlaksson, islandzki gitarzysta, kompozytor (zm. 2018)
- 1931:
  - Edmund Collins, australijski duchowny katolicki, biskup Darwin (zm. 2014)
  - Robert Donnelly, amerykański duchowny katolicki, biskup Toledo (zm. 2014)
  - Jan Kanty Szreniawski, polski prawnik administratywista, wykładowca akademicki (zm. 2023)
  - Burton Richter, amerykański fizyk, wykładowca akademicki, laureat Nagrody Nobla (zm. 2018)
  - William Shatner, kanadyjski aktor
  - Ann Shulgin, amerykańska chemik, pisarka (zm. 2022)
- 1932 – Larry Evans, amerykański dziennikarz, szachista (zm. 2010)
- 1933:
  - Abolhasan Banisadr, irański ekonomista, polityk, prezydent Iranu (zm. 2021)
  - Eugenia Ciarkowska, polska lekkoatletka, kulomiotka (zm. 1995)
  - Richard Easton, kanadyjski aktor (zm. 2019)
  - Michel Hidalgo, francuski piłkarz, trener (zm. 2020)
  - Buddy MacKay, amerykański polityk, dyplomata (zm. 2024)
  - Forrest Preston, amerykański przedsiębiorca, miliarder
  - Alojzy Zielecki, polski historyk, wykładowca akademicki (zm. 2019)
- 1934:
  - Marian Grześczak, polski prozaik, poeta (zm. 2010)
  - Orrin Hatch, amerykański polityk (zm. 2022)
- 1935:
  - Mieczysław Janowski, polski aktor (zm. 2021)
  - Ireneusz Pawlak, polski duchowny katolicki, muzykolog, kompozytor (zm. 2020)
  - M. Emmet Walsh, amerykański aktor (zm. 2024)
- 1936:
  - Rimantas Karazija, litewski lekarz weterynarii, polityk, dyplomata (zm. 2012)
  - Željko Perušić, chorwacki piłkarz (zm. 2017)
  - Roger Whittaker, brytyjski piosenkarz (zm. 2023)
- 1937:
  - Angelo Badalamenti, amerykański kompozytor muzyki filmowej (zm. 2022)
  - Winfried Böhm, niemiecki filozof, pedagog
  - Armin Hary, niemiecki lekkoatleta, sprinter
  - Emeric Jenei, rumuński piłkarz, trener pochodzenia węgierskiego
  - Edmar Mednis, amerykański szachista pochodzenia łotewskiego (zm. 2002)
  - Aleksiej Pietrow, rosyjski kolarz szosowy (zm. 2009)
- 1938:
  - Ryszard Kozłowski, polski historyk, wykładowca akademicki (zm. 2024)
  - Kiço Mustaqi, albański wojskowy, polityk, minister obrony (zm. 2019)
  - Aloizs Tumiņš, łotewski bokser (zm. 2009)
- 1939:
  - Peter Fernando, indyjski duchowny katolicki, biskup Tuticorin (zm. 2016)
  - Jan Hugens, holenderski kolarz szosowy (zm. 2011)
  - Bogusław Musiatowicz, polski patomorfolog, profesor nauk medycznych (zm. 2024)
- 1940:
  - Fausto Bertinotti, włoski związkowiec, polityk
  - Leszek Biały, polski nauczyciel, polityk, poseł na Sejm RP (zm. 2022)
  - Ewa Łętowska, polska prawnik, rzecznik praw obywatelskich, sędzia Trybunału Konstytucyjnego
  - Haing S. Ngor, kambodżańsko-amerykański lekarz, aktor (zm. 1996)
- 1941:
  - Bruno Ganz, szwajcarski aktor, reżyser i operator filmowy (zm. 2019)
  - Stanisław Stec, polski polityk, poseł na Sejm RP
  - Cassam Uteem, maurytyjski polityk, prezydent Mauritiusa
- 1942:
  - Abbas Djoussouf, komoryjski inżynier, przedsiębiorca, polityk, premier Komorów (zm. 2010)
  - Mihai Ivăncescu, rumuński piłkarz (zm. 2004)
  - Marian Rusecki, polski duchowny katolicki, teolog (zm. 2012)
  - Waleryj Szczukin, radziecki komandor porucznik, białoruski polityk (zm. 2020)
- 1943:
  - George Benson, amerykański gitarzysta, wokalista i kompozytor jazzowy
  - Marian Brytan, polski podpułkownik (zm. 2012)
  - Keith Relf, brytyjski muzyk, członek zespołu The Yardbirds (zm. 1976)
  - Janusz Ryl-Krystianowski, polski lalkarz, reżyser teatralny (zm. 2020)
- 1944:
  - Jerzy Janeczek, polski aktor (zm. 2021)
  - Bujar Kapexhiu, albański aktor, reżyser, scenarzysta i producent filmowy
  - Luis Alberto Parra Mora, kolumbijski duchowny katolicki, biskup Mocoa-Sibundoy (zm. 2023)
- 1945:
  - Sheila Frahm, amerykańska polityk
  - Manfred Frank, niemiecki filozof, wykładowca akademicki
  - Eric Roth, amerykański scenarzysta filmowy
- 1946:
  - Andriej Bałaszow, rosyjski żeglarz sportowy (zm. 2009)
  - José Luiz Carbone, brazylijski piłkarz, trener (zm. 2020)
  - Don Chaney, amerykański koszykarz
  - Andrzej Jamiołkowski, polski fizyk, wykładowca akademicki
  - Gert Nygårdshaug, norweski prozaik, poeta
  - Rudy Rucker, amerykański pisarz science fiction, matematyk, informatyk
  - Jan Smejkal, czeski szachista
  - Harry Vanda, holendersko-australijski wokalista, gitarzysta, autor tekstów, producent muzyczny, członek zespołów The Easybeats i Flash and the Pan
- 1947:
  - Marek Bliziński, polski gitarzysta jazzowy, kompozytor (zm. 1989)
  - Louis Grech, maltański przedsiębiorca, polityk
  - Afanasijs Kuzmins, łotewski strzelec sportowy
  - James Patterson, amerykański pisarz
- 1948:
  - Bernard Dietz, niemiecki piłkarz, trener
  - Jacek Moskwa, polski dziennikarz, pisarz, watykanista
  - Marek Sadowski, polski prawnik, polityk, minister sprawiedliwości i prokurator generalny
  - Andrew Lloyd Webber, brytyjski kompozytor, producent muzyczny
- 1949:
  - Fanny Ardant, francuska aktorka
  - Stanisław Dobrzański, polski polityk, minister obrony narodowej
  - Piotr Kamiński, polski dziennikarz, krytyk muzyczny, pisarz, tłumacz
  - Jurij Muchin, rosyjski dziennikarz, publicysta
  - Janusz Skuczyński, polski historyk literatury, teatrolog
  - Andrzej Szuba, polski poeta, tłumacz
  - John Toshack, walijski piłkarz, trener
- 1950:
  - Goran Bregović, bośniacki muzyk, kompozytor
  - Ryszard Kubiak, polski wioślarz, sternik (zm. 2022)
  - Tadeusz Stefański, polski inżynier, wykładowca akademicki
  - Ludwik Stomma, polski etnolog, antropolog kultury, publicysta (zm. 2020)
  - Mary Tamm, brytyjska aktorka pochodzenia estońskiego (zm. 2012)
  - Jocky Wilson, szkocki darter (zm. 2012)
  - Bogusław Wołoszański, polski dziennikarz, pisarz, popularyzator historii, polityk, poseł na Sejm RP
- 1951:
  - Zalmay Khalilzad, amerykański polityk, wykładowca, analityk polityczny pochodzenia afgańskiego
  - Musa Manarow, rosyjski pilot wojskowy, kosmonauta, polityk pochodzenia lakijskiego
  - Einar Sagstuen, norweski biegacz narciarski
  - Richard Terrile, amerykański astronom
- 1952:
  - Des Browne, brytyjski polityk
  - Peter Hermann, niemiecki piłkarz, trener
  - David Jones, brytyjski prawnik, polityk
- 1953:
  - Thomas Hiram Andrews, amerykański prawnik, polityk
  - Dagmar Havlová, czeska aktorka, była pierwsza dama
  - Anatolij Matwijenko, ukraiński inżynier mechanik, polityk, premier Krymu (zm. 2020)
  - Wojciech Perczak, polski polityk, wojewoda lubuski
  - Kenneth Rogoff, amerykański szachista, ekonomista pochodzenia żydowskiego
  - Władimir Trofimienko, rosyjski lekkoatleta, tyczkarz
- 1954:
  - Andrzej Bręborowicz, polski patofizjolog, anestezjolog, internista
  - Herman Helleputte, belgijski trener piłkarski
  - Andrzej Perlak, polski nauczyciel, działacz opozycji antykomunistycznej, samorządowiec
- 1955:
  - Éric Beugnot, francuski koszykarz
  - Martin Hoffmann, niemiecki piłkarz
  - Lena Olin, szwedzka aktorka
  - Pete Sessions, amerykański polityk
  - Mikołaj Smoczyński, polski artysta, rysownik, malarz, performer (zm. 2009)
  - Andrzej Marek Wyrwa, polski historyk, archeolog (zm. 2022)
  - Valdis Zatlers, łotewski lekarz, polityk, prezydent Łotwy
- 1956:
  - Ǵore Jowanowski, macedoński piłkarz, trener
  - Maria Teresa Mestre, Kubanka, wielka księżna Luksemburga
- 1957:
  - Wojciech Burszta, polski antropolog kultury, kulturoznawca, eseista (zm. 2021)
  - Hossein Faraki, irański piłkarz, trener
  - Józef Hołard, polski malarz, grafik, plakacista (zm. 2015)
  - Jacek Kaczmarski, polski poeta, prozaik, piosenkarz, kompozytor, autor tekstów piosenek (zm. 2004)
- 1958:
  - Fatih Birol, turecki ekonomista, dyrektor Międzynarodowej Agencji Energetycznej
  - Jan Geerits, belgijski duchowny katolicki, administrator apostolski Komorów
  - Senahid Halilović, bośniacki językoznawca (zm. 2023)
  - Janez Potočnik, słoweński ekonomista, polityk, eurokomisarz
- 1959:
  - Carlton Cuse, amerykański scenarzysta i producent filmowy
  - Marek Czarnecki, polski polityk, eurodeputowany
  - Matthew Modine, amerykański aktor, reżyser, scenarzysta i producent filmowy
  - Żan Widenow, bułgarski polityk, premier Bułgarii
- 1960:
  - Andrzej Basik, polski judoka
  - Gintautas Bužinskas, litewski prawnik, polityk
  - Bojan Pečar, serbski basista pochodzenia słoweńskiego, członek zespołu Ekatarina Velika (zm. 1998)
  - Timothy Senior, amerykański duchowny katolicki, biskup pomocniczy Filadelfii
  - Andrzej Salnikow, polski poeta, dziennikarz, filozof, animator i menedżer kultury (zm. 2021)
  - Hermann Weinbuch, niemiecki kombinator norweski, skoczek narciarski
  - Jan Żukowski, polski generał dywizji
- 1961:
  - Robert Janowski, polski piosenkarz, kompozytor, aktor, prezenter telewizyjny
  - Hubert Kah, niemiecki muzyk, kompozytor, autor tekstów piosenek, producent muzyczny
  - Hanna Lawicka, białoruska lekarka, polityk
  - Jacek Zieliński, polski piłkarz, trener
- 1962:
  - Steve Dillon, brytyjski rysownik komiksowy (zm. 2016)
  - Katarzyna Figura, polska aktorka
  - Dariusz Witczak, polski samorządowiec, burmistrz Kruszwicy
- 1963:
  - Giuseppe Galderisi, włoski piłkarz, trener
  - Ołeh Kuzniecow, ukraiński piłkarz, trener
  - Stefan Pettersson, szwedzki piłkarz
  - Francesco Quinn, amerykański aktor (zm. 2011)
  - John Ringo, amerykański pisarz science fiction
  - Susan Ann Sulley, brytyjska piosenkarka
  - Hannu Virta, fiński hokeista, trener, działacz sportowy
  - Martín Vizcarra, peruwiański polityk, wiceprezydent i prezydent Peru
- 1964:
  - Ioana Badea, rumuńska wioślarka
  - Przemysław Hałuszczak, polski gitarzysta
  - Michael Hesemann, niemiecki historyk, publicysta
  - Nicholas Patrick, amerykański inżynier, astronauta pochodzenia brytyjskiego
- 1965:
  - Roman Hryhorczuk, ukraiński piłkarz, trener
  - Ice MC, brytyjski muzyk eurodance pochodzenia jamajskiego
  - Jorge Luís da Silva, brazylijski piłkarz, trener
- 1966:
  - Ondrej Glajza, słowacki kolarz przełajowy
  - Irek Grabowski, polski pianista, skrzypek, kompozytor (zm. 2010)
  - Katharina Gutensohn, austriacka narciarka alpejska
  - Martha McSally, amerykańska polityk, senator
  - Artis Pabriks, łotewski politolog, polityk
  - Piotr Pilitowski, polski aktor
  - Brian Shaw, amerykański koszykarz
  - Dariusz Szymura, polski operator filmowy, dokumentalista
- 1967:
  - Oleg Aczapkin, rosyjski hokeista
  - Mario Cipollini, włoski kolarz szosowy
  - Jerzy Kalina, polski dziennikarz, reżyser filmów dokumentalnych
- 1968:
  - Øystein Aarseth, norweski gitarzysta, członek zespołu Mayhem (zm. 1993)
  - Edyta Król-Leszczyńska, polska dziennikarka (zm. 2007)
  - Kazuya Maekawa, japoński piłkarz
- 1969:
  - Dariusz Dźwigała, polski piłkarz, trener
  - Czesław Niedźwiedź, polski hokeista
  - David Nyathi, południowoafrykański piłkarz
  - Ilona Pazoła, polska lekkoatletka, trójskoczkini
  - Andreas Pietschmann, niemiecki aktor
  - Helena Słotwińska, polska teolog katolicka, wykładowczyni akademicka
  - Witold Żołądkiewicz, polski śpiewak operowy (baryton)
- 1970:
  - Mouhcine Bouhlal, marokański piłkarz, trener (zm. 2025)
  - Anna Charuta, polska specjalistka w zakresie anatomii, wykładowczyni akademicka
  - Hwang Young-cho, południowokoreański lekkoatleta, maratończyk
  - Paweł Iwanicki, polski aktor
  - Andreas Johnson, szwedzki piosenkarz
  - Leontien van Moorsel, holenderska kolarka torowa
- 1971:
  - Peter Frankopan, brytyjski historyk, wykładowca akademicki
  - Steven Hewitt, brytyjski gitarzysta, perkusista, wokalista, członek zespołów: Placebo, Love Amongst Ruin i Six by Seven
  - Tommy Johansson, szwedzki kolarz górski
  - Keegan-Michael Key, amerykański aktor, komik, scenarzysta i producent filmowy
  - Will Yun Lee, amerykański aktor pochodzenia koreańskiego
  - Rodrigue Nordin, francuski lekkoatleta, sprinter
  - Marcin Palade, polski socjolog polityki
  - Renée Sonnenberg, kanadyjska curlerka
- 1972:
  - Jason Clare, australijski polityk
  - Jocelyn Gourvennec, francuski piłkarz
  - Dax Griffin, amerykański aktor
  - Malcolm Page, australijski żeglarz sportowy
  - Christophe Revault, francuski piłkarz (zm. 2021)
  - Elvis Stojko, kanadyjski łyżwiarz figurowy
  - Olivér Várhelyi, węgierski prawnik, dyplomata, urzędnik państwowy
  - Anette Wilhelm, szwedzka curlerka
- 1973:
  - Andy Capicik, kanadyjski narciarz dowolny
  - Beverley Knight, brytyjska piosenkarka
  - John Nellikunnel, indyjski duchowny syromalabarski, biskup Idukki
  - Alex Padilla, amerykański polityk pochodzenia meksykańskiego
  - Alessandro Pierini, włoski piłkarz, trener
  - Muhammad as-Sajjid, egipski bokser
  - Nazrin Shah, sułtan malezyjskiego stanu Perak
- 1974:
  - Abdelazziz Benhamlat, algierski piłkarz
  - Marcus Camby, amerykański koszykarz
  - Philippe Clement, belgijski piłkarz
  - Monika Jeremicz-Siedliska, polska aktorka
  - Kidada Jones, amerykańska aktorka, modelka, projektantka mody
  - Paweł Kaczorowski, polski piłkarz
  - Lucimar de Moura, brazylijska lekkoatletka, sprinterka
  - Novika, polska piosenkarka, autorka tekstów, kompozytorka, prezenterka radiowa
  - Inga Tarnawska, polska lekkoatletka, sprinterka
  - Igor Werner, niemiecki strongman
- 1975:
  - Guillermo Díaz, amerykański aktor pochodzenia kubańskiego
  - Piotr Kroczek, polski duchowny katolicki, doktor habilitowany prawa kanonicznego
  - Jiří Novák, czeski tenisista
  - Mariusz Piekarski, polski piłkarz
- 1976:
  - Zoli Ádok, węgierski piosenkarz
  - Vladimir Brichta, brazylijski aktor pochodzenia rosyjskiego
  - Anna Iberszer, polska aktorka, tancerka, choreografka
  - Monika Kopeć, polska lekkoatletka, młociarka
  - Dariusz Lewandowski, polski aktor
  - Imed Mhedhebi, tunezyjski piłkarz
  - Teun de Nooijer, holenderski hokeista na trawie
  - Reese Witherspoon, amerykańska aktorka, tancerka
- 1977:
  - Rafał Bartmiński, polski śpiewak operowy (tenor)
  - Daniela Galeotti, włoska lekkoatletka, skoczkini wzwyż
  - Bevan George, australijski hokeista na trawie
  - Giovanca, holenderska piosenkarka, autorka tekstów, modelka
  - Ambrosi Hoffmann, szwajcarski narciarz alpejski
  - Joel Kwiatkowski, kanadyjski hokeista, trener pochodzenia polskiego
  - Wadym Małachatko, ukraiński szachista (zm. 2023)
  - John Otto, amerykański perkusista, członek zespołu Limp Bizkit
  - Marielle Saner, szwajcarska kolarka górska
- 1978:
  - Daisy Haggard, brytyjska aktorka
  - Björn Lind, szwedzki biegacz narciarski
  - Katarzyna Miszczak, polska lekkoatletka, skoczkini wzwyż
- 1979:
  - Christian Bach, niemiecki kolarz torowy i szosowy
  - Aldo Duscher, argentyński piłkarz
  - Zach Lund, amerykański skeletonista
  - Staņislavs Olijars, łotewski lekkoatleta, płotkarz
  - Katarzyna Skoniecka, polska aktorka
  - Minke Smabers, holenderska hokeistka na trawie
  - Nikki Teasley, amerykańska koszykarka
  - Jonas Warrer, duński żeglarz sportowy
- 1980:
  - Joseph Agbeko, ghański bokser
  - Begoña Fernández, hiszpańska piłkarka ręczna
  - Kandyse McClure, kanadyjska aktorka pochodzenia południowoafrykańskiego
  - Darren Sadler, brytyjski strongman
- 1981:
  - Michał Bąkiewicz, polski siatkarz, trener
  - Maryna Doroszenko, ukraińska koszykarka (zm. 2014)
  - Arne Gabius, niemiecki lekkoatleta, długodystansowiec
  - Martha Issová, czeska aktorka
  - Mims, amerykański raper pochodzenia jamajskiego
  - Mirel Rădoi, rumuński piłkarz
  - Imre Szabics, węgierski piłkarz
  - Jakub Szmatuła, polski piłkarz, bramkarz
- 1982:
  - Hugo Catalán, meksykański aktor, model
  - Daniel Erthal, brazylijski aktor
  - Enrico Gasparotto, włoski kolarz szosowy
  - Florian Handke, niemiecki szachista
  - Robert M, polski didżej, producent muzyczny, wokalista
  - Ovidiu Petre, rumuński piłkarz
  - Oleg Samsonyczew, rosyjski siatkarz
  - Mike Smith, kanadyjski hokeista
  - Josi Sziwchon, izraelski piłkarz
  - Janusz Wawrowski, polski koszykarz
  - Constance Wu, amerykańska aktorka pochodzenia tajwańskiego
- 1983:
  - Magdalena Błeńska, polska architekt, polityk, poseł na Sejm RP
  - Aleksandra Kisio, polska aktorka
  - Maria Rydqvist, szwedzka biegaczka narciarska
  - Agnieszka Wieszczek-Kordus, polska zapaśniczka
- 1984:
  - Annika Langvad, duńska kolarka górska i szosowa
  - Anna Terék, węgierska poetka, pisarka
  - Piotr Trochowski, niemiecki piłkarz pochodzenia polskiego
  - Zhang Zilin, chińska sekretarka, zwyciężczyni konkursu Miss World
- 1985:
  - Anja Čarman, słoweńska pływaczka
  - Jakob Fuglsang, duński kolarz szosowy i górski
  - Michaela Ruth Heitkoter, brazylijska lekkoatletka, tyczkarka
  - Katarzyna Konieczna, polska siatkarka
  - Sanda Mamić, chorwacka tenisistka
  - Faiza Tsabet, algierska siatkarka
  - James Wolk, amerykański aktor pochodzenia żydowskiego
- 1986:
  - Riccardo De Luca, włoski pięcioboista nowoczesny
  - Dexter Fowler, amerykański baseballista
  - Jeon Bo-ram, południowokoreańska piosenkarka, aktorka
  - Kamila Lićwinko, polska lekkoatletka, skoczkini wzwyż
  - Amy Studt, brytyjska piosenkarka, autorka tekstów
  - Zhang Wenxiu, chińska lekkoatletka, młociarka
- 1987:
  - Rusłan Biełchorojew, rosyjski zapaśnik
  - Ike Davis, amerykański baseballista
  - Andreas Haider-Maurer, austriacki tenisista
  - Paulina Maj-Erwardt, polska siatkarka
  - Aleš Mertelj, słoweński piłkarz
  - Ludovic Sané, senegalski piłkarz
  - Rima Taha Farid, jordańska lekkoatletka, skoczkini w dal i trójskoczkini
  - Ayoub Skouma, marokański piłkarz
- 1988:
  - Inal Aflitulin, rosyjski piłkarz ręczny
  - Antoine Gillet, belgijski lekkoatleta, sprinter
  - Tania Raymonde, amerykańska aktorka
  - Federica Stufi, włoska siatkarka
  - Olga Wiłuchina, rosyjska biathlonistka
- 1989:
  - Eva de Goede, holenderska hokeistka na trawie
  - Allison Stokke, amerykańska lekkoatletka, tyczkarka
  - Néstor Vidrio, meksykański piłkarz
  - Jelle Vossen, belgijski piłkarz
  - Patrick Wiencek, niemiecki piłkarz ręczny
- 1990:
  - Leticia Costas, hiszpańska tenisistka
  - Jurij Kołomojeć, ukraiński piłkarz
  - Marcus Svensson, szwedzki strzelec sportowy
  - Esther Wangeshi, kenijska siatkarka
- 1991:
  - Felipe Guimarães, brazylijski kierowca wyścigowy
  - Roberto Pavoni, brytyjski pływak pochodzenia włoskiego
  - Marta Sirotkina, rosyjska tenisistka
  - Rhyne Williams, amerykański tenisista
- 1992:
  - Jessie Andrews, amerykańska aktorka pornograficzna
  - Simen Key Grimsrud, norweski skoczek narciarski
  - Chiney Ogwumike, amerykańska koszykarka
  - Bartłomiej Pociecha, polski hokeista
  - Katarzyna Wasick, polska pływaczka
- 1993:
  - Erchembajaryn Dawaaczimeg, mongolska zapaśniczka
  - Andrea Ellenberger, szwajcarska narciarka alpejska
  - Robert Ibáñez, hiszpański piłkarz
  - Christopher Jullien, francuski piłkarz
  - Natalia Starr, polska aktorka pornograficzna
- 1994:
  - Jean-Paul Boëtius, holenderski piłkarz
  - Taurean Prince, amerykański koszykarz
  - Douglas Santos, brazylijski piłkarz
  - Alaksandra Sasnowicz, białoruska tenisistka
- 1995:
  - Anna Brożek, polska wspinaczka sportowa
  - Dienis Dawydow, rosyjski piłkarz
  - Georg Egger, niemiecki kolarz górski
  - Isaac Hayden, angielski piłkarz
  - Nick Robinson, amerykański aktor
- 1996:
  - Adrianna Górna, polska piłkarka ręczna
  - Ludvig Håkanson, szwedzki koszykarz
  - John Konchar, amerykański koszykarz
  - Jonathan Mason, brytyjski aktor
  - Gig Morton, kanadyjski aktor
- 1997:
  - Niklas Larsen, duński kolarz torowy i szosowy
  - Chimezie Metu, amerykański koszykarz pochodzenia nigeryjskiego
  - Harry Wilson, walijski piłkarz
- 1998:
  - Ahmed Abou El-Fotouh, egipski piłkarz
  - Lukáš Klein, słowacki tenisista
  - Adrianna Muszyńska, polska siatkarka
  - Miłosz Szczepański, polski piłkarz
  - Aleksandra Szczygłowska, polska siatkarka
- 1999:
  - Klaudia Adamek, polska lekkoatletka, sprinterka
  - Sebastiaan Bornauw, belgijski piłkarz
  - Ishak Boukhors, algierski zapaśnik
  - Oliver Christensen, duński piłkarz, bramkarz
  - Ali Dawudi, irański sztangista
  - Dávid Ďuriš, słowacki piłkarz
  - R.J. Nembhard, amerykański koszykarz
  - Luca Schuler, niemiecki piłkarz
  - Mick Schumacher, niemiecki kierowca wyścigowy
- 2000 – Liliana Banaszak, polska koszykarka
- 2001:
  - Karrar Saad, iracki piłkarz
  - Andreas Skoglund, norweski narciarz, specjalista kombinacji norweskiej
  - Pablo Solari, argentyński piłkarz
  - Lchagwasürengijn Sosorbaram, mongolska judoczka
- 2002:
  - Andriej Jesipienko, rosyjski szachista
  - Rusłan Lisakowicz, białoruski piłkarz
- 2003 – Mohamad Al-Obeid, syryjski zapaśnik
- 2004 – Abderrahmane Benaissa, algierski zapaśnik

## Zmarli
- 190 – Liu Bian, cesarz Chin (ur. 173 lub 176)
- 1090 – Garcia II, król Galicji, hrabia Portugalii (ur. ok. 1042)
- 1201 – Jarosław, książę opolski, biskup wrocławski (ur. ?)
- 1219 – Henryk Kietlicz, polski duchowny katolicki, arcybiskup gnieźnieński (ur. ?)
- 1282 – Benwenut z Ankony, włoski duchowny katolicki, biskup Osimo, franciszkanin, święty (ur. 1188)
- 1421 – Tomasz Lancaster, angielski książę (ur. 1388)
- 1435 – Mikołaj z Jawora, śląski teolog, wykładowca akademicki (ur. 1355)
- 1454 – John Kempe, angielski kardynał, lord kanclerz (ur. ok. 1380)
- 1465 – Ludovico Trevisan, włoski duchowny katolicki, arcybiskup Florencji, kardynał (ur. 1401)
- 1471 – Jerzy z Podiebradów, król Czech (ur. 1420)
- 1498 – Paolo Fregoso, włoski kardynał, polityk (ur. 1428)
- 1510 – Fazio Giovanni Santori, włoski duchowny katolicki, biskup Ceseny, kardynał (ur. 1447)
- 1544 – Johannes Magnus, szwedzki duchowny katolicki, arcybiskup Uppsali (ur. 1488)
- 1592 – Jan VII, książę Meklemburgii (ur. 1558)
- 1602 – Agostino Carracci, włoski malarz, grafik, teoretyk sztuki (ur. 1557)
- 1606 – Mikołaj Owen, angielski jezuita, męczennik, święty (ur. ok. 1550)
- 1640 – Thomas Carew, angielski poeta (ur. 1595)
- 1685 – Go-Sai, cesarz Japonii (ur. 1638)
- 1687 – Jean-Baptiste Lully, francuski kompozytor (ur. 1632)
- 1705 – Christian Heinrich Postel, niemiecki poeta, librecista, prawnik (ur. 1658)
- 1720 – Wojciech Jodłowski, polski prawnik, wykładowca akademicki (ur. ?)
- 1727:
  - Francesco Gasparini, włoski kompozytor (ur. 1661)
  - Maulaj Isma’il, sułtan Maroka (ur. 1645)
- 1730 – Benedetto Pamphili, włoski kardynał (ur. 1653)
- 1758:
  - Jonathan Edwards, amerykański kaznodzieja, teolog, misjonarz (ur. 1703)
  - Prokop Lipski, polski szlachcic, polityk (ur. ?)
- 1772 – John Canton, brytyjski fizyk, pedagog (ur. 1718)
- 1804 – Piotr Passek, rosyjski generał, polityk (ur. 1736)
- 1808 – Václav Matěj Kramerius, czeski pisarz, wydawca (ur. 1753)
- 1811 – Robert Marion, amerykański polityk (ur. 1766)
- 1815 – William Lochead, szkocki chirurg, botanik (ur. 1753)
- 1820 – Stephen Decatur, amerykański komandor (ur. 1779)
- 1821 – Wojciech Jaszczołd, polski malarz, rysownik, rzeźbiarz (ur. 1763)
- 1825 – Kazimierz Kognowicki, polski jezuita, wydawca, historyk (ur. 1746)
- 1828 – Ignace-Michel-Louis-Antoine d’Irumberry de Salaberry, kanadyjski polityk (ur. 1752)
- 1831 – John Warwick Smith, brytyjski malarz (ur. 1749)
- 1832 – Johann Wolfgang von Goethe, niemiecki poeta, dramaturg, prozaik, uczony, polityk, wolnomularz (ur. 1749)
- 1833 – Kacper Dziewicki, polski oficer, uczestnik powstania listopadowego (ur. 1810)
- 1841 – Ienari Tokugawa, japoński siogun (ur. 1773)
- 1842 – Giuseppe Morozzo Della Rocca, włoski kardynał (ur. 1758)
- 1850 – Carl Sigismund Kunth, niemiecki botanik, wykładowca akademicki (ur. 1788)
- 1851 – Göran Wahlenberg, szwedzki lekarz, botanik, geograf, geolog, wykładowca akademicki (ur. 1780)
- 1853 – Jean Toussaint Arrighi de Casanova, francuski generał, polityk (ur. 1778)
- 1856:
  - Giulietta Guicciardi, austriacka hrabina, pianistka pochodzenia włoskiego (ur. 1784)
  - John Reeves, brytyjski przyrodnik amator (ur. 1774)
- 1858 – Józef Walenty Komorowski, polski aktor (ur. 1818)
- 1864 – Konstanty Kalinowski, polsko-białoruski działacz niepodległościowy, prawnik, dziennikarz, jeden z przywódców powstania styczniowego (ur. 1838)
- 1869 – Ambrogio Campodonico, włoski duchowny katolicki, dyplomata papieski (ur. 1792)
- 1875 – Philippe de Rohan-Chabot, francuski arystokrata, dyplomata (ur. 1815)
- 1876 – Henryk Nakwaski, polski szlachcic, publicysta, uczestnik powstania listopadowego, działacz emigracyjny (ur. 1800)
- 1880 – Samuel Constant Snellen van Vollenhoven, holenderski entomolog (ur. 1816)
- 1881 – Albrecht Tischbein, niemiecki inżynier okrętowy (ur. 1803)
- 1887:
  - Henryk Bogdański, polski prawnik, działacz patriotyczny (ur. 1804)
  - Gabriel Juda Lichtenfeld, polski matematyk, pisarz pochodzenia żydowskiego (ur. 1811)
- 1890 – Thimi Mitko, albański poeta, folklorysta, działacz narodowy (ur. 1820)
- 1889 – Stanley Matthews, amerykański prawnik, polityk (ur. 1824)
- 1895 – Karl Rudolf Ditmar, niemiecki wynalazca, projektant, przedsiębiorca (ur. 1818)
- 1896 – Thomas Hughes, brytyjski pisarz, prawnik, reformator społeczny (ur. 1822)
- 1900 – Franz Adolf Namszanowski, niemiecki duchowny katolicki, wikariusz apostolski armii pruskiej, kanonik warmiński pochodzenia polskiego (ur. 1820)
- 1906:
  - Antoni Estreicher, polski lekarz, działacz społeczny (ur. 1826)
  - Martin Wegelius, fiński kompozytor, muzykolog (ur. 1846)
- 1907 – Ksawery Gałęzowski, polski okulista, wynalazca (ur. 1823)
- 1910 – Leon Barszczewski, polski topograf, geolog, etnograf, archeolog, przyrodnik, glacjolog, pułkownik w służbie rosyjskiej (ur. 1849)
- 1913:
  - Ruggero Oddi, włoski chirurg, fizjolog, anatom (ur. 1864)
  - Pietro Respighi, włoski duchowny katolicki, wikariusz generalny Rzymu, kardynał (ur. 1843)
  - Song Jiaoren, chiński polityk, rewolucjonista, założyciel i pierwszy przywódca Kuomintangu (ur. 1882)
- 1916 – Ferdinand Fellner, austriacki architekt (ur. 1847)
- 1919 – Prenk Bib Doda, albański polityk (ur. 1860)
- 1920 – Nathan Zuntz, niemiecki fizjolog pochodzenia żydowskiego (ur. 1847)
- 1921:
  - Ernest William Hornung, brytyjski prozaik, poeta pochodzenia węgierskiego (ur. 1866)
  - Albert Niemann, niemiecki pediatra (ur. 1880)
- 1922 – Louis-Antoine Ranvier, francuski patolog, anatom, histolog (ur. 1835)
- 1923:
  - Benjamin Williams Leader, brytyjski malarz (ur. 1831)
  - Nikołaj Tagancew, rosyjski prawnik (ur. 1843)
- 1924:
  - Louis Delluc, francuski reżyser, scenarzysta i krytyk filmowy, prozaik, dramaturg (ur. 1890)
  - Vlastimil Tusar, czechosłowacki polityk, premier Czechosłowacji (ur. 1880)
- 1925:
  - Julian Marchlewski, polski i radziecki działacz komunistyczny (ur. 1866)
  - Aleksandr Miasnikian, radziecki polityk (ur. 1886)
- 1927:
  - Charles Foix, francuski neurolog, poeta (ur. 1882)
  - Arthur Leist, niemiecki pisarz, dziennikarz, tłumacz (ur. 1852)
- 1930:
  - Gastone Brilli-Peri, włoski kierowca wyścigowy (ur. 1893)
  - Omelian Popowycz, ukraiński pedagog, działacz społeczny, polityk (ur. 1856)
- 1931 – Antoni Kolnarski, polski kapitan dyplomowany piechoty (ur. 1898)
- 1932 – Emilian Czechowski, polski podkomisarz Policji Państwowej (ur. 1884)
- 1933 – Adam Wolański, polski ziemianin, numizmatyk (ur. 1852)
- 1934 – Ludwik Christelbauer, polski działacz sportowy (ur. 1873)
- 1936:
  - Wanda Morżkowska-Tyszkowa, polska literaturoznawczyni (ur. 1907)
  - Stefan Ossowski, polski inżynier elektryk, przemysłowiec, polityk, minister przemysłu i handlu (ur. 1874)
- 1939 – Petyr Midiłew, bułgarski generał major, polityk (ur. 1875)
- 1940:
  - Alto Arche, austriacki chemik, nauczyciel, twórca naukowych filmów edukacyjnych (ur. 1854)
  - Georg Gothein, niemiecki inżynier, polityk (ur. 1857)
  - Marian Górecki, polski duchowny, duszpasterz gdańskiej Polonii (ur. 1903)
  - Walenty Habandt, polski działacz społeczny na Mazurach (ur. 1898)
  - Bronisław Komorowski, polski duchowny katolicki, duszpasterz gdańskiej Polonii (ur. 1889)
  - Antoni Lendzion, polski polityk, poseł do Volkstagu, działacz gdańskiej Polonii (ur. 1888)
  - David Margoliouth, brytyjski duchowny anglikański, orientalista, wykładowca akademicki, tłumacz (ur. 1858)
  - Wiktor Nanejszwili, radziecki polityk (ur. 1878)
  - Tadeusz Ziółkowski, polski kapitan żeglugi wielkiej (ur. 1886)
- 1941 – Iwan Trusz, ukraiński malarz (ur. 1869)
- 1942:
  - Birger Cederin, szwedzki szpadzista (ur. 1895)
  - Aleksander Patkowski, polski działacz społeczny, nauczyciel, krajoznawca (ur. 1890)
- 1943:
  - Jakiw Halczewski, ukraiński major, publicysta, pisarz, historyk, działacz społeczny (ur. 1894)
  - Hans-Adolf von Moltke, niemiecki dyplomata (ur. 1884)
  - Stanisław Sewiłło, polski kleryk katolicki, męczennik, Sługa Boży (ur. 1917)
  - Hans Woellke, niemiecki lekkoatleta, kulomiot, policjant (ur. 1911)
- 1944:
  - Pierre Brossolette, francuski dziennikarz, członek ruchu oporu (ur. 1903)
  - Witold Pic, polski podporucznik artylerii, cichociemny (ur. 1918)
  - René Pijpers, holenderski piłkarz (ur. 1917)
  - Rezső Temesváry, węgierski ginekolog (ur. 1864)
- 1945:
  - Pawieł Diejniekin, radziecki porucznik (ur. 1918)
  - Jaromír Funke, czeski fotograf awangardowy (ur. 1896)
  - Heinrich Maier, austriacki ksiądz katolicki, pedagog, działacz antynazistowski (ur. 1908)
  - Takeichi Nishi, japoński arystokrata, pułkownik (ur. 1902)
  - William Peterkin, szkocki rugbysta (ur. 1857)
- 1946 – Klemens August von Galen, niemiecki duchowny katolicki, biskup Münster, kardynał, błogosławiony (ur. 1878)
- 1947:
  - Arturo Martini, włoski rzeźbiarz (ur. 1889)
  - Josef Spickermann, polski polityk, poseł na Sejm i senator RP pochodzenia niemieckiego (ur. 1870)
- 1949:
  - Kazimierz Firla, polski major artylerii (ur. 1897)
  - Mervyn MacDonnell, brytyjski dyplomata (ur. 1880)
  - Julian Poznański, polski inżynier, pedagog pochodzenia żydowskiego (ur. 1880)
- 1950:
  - Emmanuel Mounier, francuski filozof, publicysta, krytyk literacki (ur. 1901)
  - Feliks Słupski, polski malarz, pedagog (ur. 1868)
  - Olga Wariencowa, radziecka historyk, polityk (ur. 1862)
- 1951:
  - Henryk Floyar-Rajchman, polski major, dyplomata, polityk, poseł na Sejm RP (ur. 1893)
  - Willem Mengelberg, holenderski dyrygent (ur. 1871)
  - Tadeusz Piskor, polski generał dywizji (ur. 1889)
- 1952:
  - Stanisław Franciszek Grabowski, polski porucznik, członek NZW (ur. 1921)
  - Tomasz Rzeszutko, polski fryzjer, perukarz, charakteryzator teatralny (ur. 1883)
  - Don Stephen Senanayake, lankijski polityk, pierwszy premier Cejlonu (ur. 1884)
- 1953:
  - Andrzej Czerwiński, polski pułkownik dyplomowany artylerii, dyplomata (ur. 1895)
  - Roman Feliński, polski architekt, urbanista (ur. 1886)
  - Alfred Fröhlich, austriacki neurolog, farmakolog (ur. 1871)
  - Christian Pedersen, duński gimnastyk (ur. 1889)
- 1955:
  - Ernest II, książę Saksonii-Altenburga (ur. 1871)
  - Ivan Šubašić, chorwacki i jugosłowiański polityk, ostatni ban Chorwacji, premier emigracyjnego, minister spraw zagranicznych (ur. 1892)
- 1958 – Lidija Lipkowska, rosyjska śpiewaczka operowa (sopran), pedagog (ur. 1884)
- 1959 – Olga Knipper, rosyjska aktorka (ur. 1868)
- 1960:
  - José Antonio Aguirre, baskijski działacz nacjonalistyczny (ur. 1904)
  - Maurice Hochepied, francuski pływak, piłkarz wodny (ur. 1881)
  - Arvid Sjöqvist, szwedzki żeglarz sportowy, architekt (ur. 1884)
- 1961:
  - Ralph Chaplin, amerykański artysta, pisarz, działacz ruchu robotniczego (ur. 1887)
  - Fiodor Kuzniecow, radziecki generał pułkownik (ur. 1898)
- 1962:
  - Wiktor Kwoka, polski działacz komunistyczny (ur. 1903)
  - Hans Leistikow, niemiecki grafik, malarz, scenograf, plakacista, projektant wnętrz (ur. 1892)
- 1963 – Cilly Aussem, niemiecka tenisistka (ur. 1909)
- 1966 – Dallas Brooks, brytyjski generał, polityk, krykiecista (ur. 1896)
- 1967 – Helena Grotowska, polska pisarka, tłumaczka (ur. 1880)
- 1968 – Ilja Sielwinski, rosyjski prozaik, poeta (ur. 1899)
- 1969:
  - Ernst Deutsch, austriacki aktor (ur. 1890)
  - Gerhard Fritsch, austriacki poeta, prozaik, krytyk literacki (ur. 1924)
  - Władysław Krupa, polski piłkarz, pulmonolog, polityk, poseł na Sejm RP (ur. 1899)
  - Szoszanna Parsitz, izraelska polityk (ur. 1892)
- 1970:
  - Henryk Świątkowski, polski prawnik, polityk, poseł na Sejm PRL, minister sprawiedliwości (ur. 1896)
  - Birger Var, norweski wioślarz (ur. 1893)
- 1971 – Konstantin Siergiejczuk, radziecki polityk (ur. 1906)
- 1972 – Michaił Kiedrow, rosyjski aktor, reżyser teatralny, pedagog (ur. 1894)
- 1973 – Roman Komarnicki, węgierski taternik, alpinista, prawnik (ur. 1887)
- 1974:
  - Heihachirō Fukuda, japoński malarz (ur. 1892)
  - Jerzy Bohdan Rychliński, polski porucznik rezerwy marynarki, prawnik, sędzia Sądu Najwyższego, pisarz marynista, tłumacz (ur. 1892)
- 1975 – Guido Ara, włoski piłkarz, trener (ur. 1888)
- 1977:
  - Józef Radwan, polski polityk, minister reform rolnych (ur. 1887)
  - Walentin Szaszyn, radziecki polityk (ur. 1916)
- 1978 – Isidro Ayora, ekwadorski lekarz, polityk, prezydent Ekwadoru (ur. 1879)
- 1979 – Ben Lyon, amerykański aktor (ur. 1901)
- 1981:
  - Ernst Laws, niemiecki duchowny katolicki, pisarz, redaktor, wydawca (ur. 1903)
  - John S. McCain Jr., amerykański admirał (ur. 1911)
  - Jerzy (Tarasow), rosyjski biskup prawosławny (ur. 1893)
- 1982 – Pericle Felici, włoski kardynał (ur. 1911)
- 1984:
  - Susi Pastoors, niemiecka lekkoatleta, oszczepniczka (ur. 1914)
  - Alfred Whitehead, polski ekonomista, porucznik kawalerii, cichociemny (ur. 1912)
  - Wacław Wycisk, polski duchowny katolicki, biskup pomocniczy gnieźnieński i opolski (ur. 1912)
- 1986 – John W. Bricker, amerykański polityk (ur. 1893)
- 1987 – Zdzisław Skwarczyński, polski historyk literatury (ur. 1914)
- 1988:
  - Tomasz Ligas, polski artysta ludowy (ur. 1914)
  - André Saeys, belgijski piłkarz (ur. 1911)
- 1990 – Gerald Bull, kanadyjski inżynier, ekspert w dziedzinie balistyki (ur. 1928)
- 1991 – Gloria Holden, amerykańska aktorka pochodzenia brytyjskiego (ur. 1903)
- 1992:
  - Androkli Kostallari, albański językoznawca, wykładowca akademicki (ur. 1922)
  - Szarlotta Seipeltówna, polska księgarka (ur. 1909)
- 1993:
  - Leopold Łabędź, polski politolog, dziennikarz, wydawca pochodzenia żydowskiego (ur. 1920)
  - Stanley Motta, jamajski producent muzyczny (ur. 1915)
  - Gret Palucca, niemiecka tancerka pochodzenia żydowskiego (ur. 1902)
  - Jack Riley, amerykański zapaśnik (ur. 1909)
  - Włodzimierz Wojciechowski, polski historyk emigracyjny (ur. 1945)
- 1994:
  - Dan Hartman, amerykański piosenkarz, autor tekstów, producent muzyczny (ur. 1950)
  - Walter Lantz, amerykański rysownik, animator, reżyser i producent filmowy pochodzenia włoskiego (ur. 1899)
- 1996:
  - Claude Mauriac, francuski pisarz, polityk (ur. 1914)
  - Robert Overmyer, amerykański pilot wojskowy, inżynier, astronauta (ur. 1936)
- 1997:
  - Leszek Bakuła, polski pisarz (ur. 1930)
  - Marek Car, polski dziennikarz (ur. 1953)
  - Franciszek Świder, polski malarz, rzeźbiarz (ur. 1911)
  - Bogdan Wiśniewski, polski aktor (ur. 1942)
  - Jadwiga Zaremska, polska jubilerka, złotniczka, malarka (ur. 1914)
- 1998:
  - Bruce Arthur, australijski zapaśnik (ur. 1921)
  - Shōichi Nishimura, japoński piłkarz (ur. 1911)
- 1999 – David Strickland, amerykański aktor (ur. 1969)
- 2000:
  - Carlo Parola, włoski piłkarz, trener (ur. 1921)
  - Remigio Ragonesi, włoski duchowny katolicki, biskup pomocniczy diecezji rzymskiej (ur. 1921)
- 2001:
  - Stepas Butautas, litewski koszykarz, trener (ur. 1925)
  - Karol Chodura, polski operator i reżyser filmowy (ur. 1921)
  - Sabiha Gökçen, turecka pilotka wojskowa (ur. 1913)
  - William Hanna, amerykański twórca filmów animowanych (ur. 1910)
  - Rolf Birger Pedersen, norweski piłkarz (ur. 1939)
  - Toby Wing, amerykańska aktorka (ur. 1915)
- 2002:
  - Jaroslav Cejp, czeski piłkarz (ur. 1924)
  - Kingsford Dibela, papuaski polityk (ur. 1932)
  - Marcel Hansenne, francuski lekkoatleta, średniodystansowiec (ur. 1917)
- 2003:
  - Milton George Henschel, amerykański działacz religijny, prezes Towarzystwa Strażnica, członek Ciała Kierowniczego Świadków Jehowy (ur. 1920)
  - Jakub Karpiński, polski socjolog, historyk, politolog, logik, działacz opozycji antykomunistycznej (ur. 1940)
- 2004:
  - Germán Gómez, hiszpański piłkarz (ur. 1914)
  - Ahmad Jasin, palestyński założyciel i duchowy przywódca Hamasu (ur. ok. 1936)
  - Danuta Molenda, polska historyk, archeolog, wykładowczyni akademicka (ur. 1931)
- 2005:
  - Vernon Carrington, amerykański rastafarianin (ur. 1936)
  - Edward Moskal, polski działacz polonijny (ur. 1924)
  - Rod Price, brytyjski gitarzysta, członek zespołu Foghat (ur. 1947)
  - Kenzō Tange, japoński architekt (ur. 1913)
- 2006:
  - Pierre Clostermann, francuski pilot wojskowy, as myśliwski (ur. 1921)
  - Pío Leyva, kubański muzyk, członek zespołu Buena Vista Social Club (ur. 1917)
  - Jerzy Tkaczyk, polski aktor (ur. 1923)
- 2007 – Eugen Walaschek, szwajcarski piłkarz, trener (ur. 1916)
- 2008:
  - Władysław Jania, polski rzeźbiarz (ur. 1913)
  - Cachao López, kubański pionier muzyki w stylu mambo (ur. 1918)
  - Józef Pilarz, polski polityk, poseł na Sejm RP (ur. 1956)
  - Andrzej Wyczański, polski historyk, wykładowca akademicki (ur. 1924)
- 2009 – Jade Goody, brytyjska osobowość telewizyjna (ur. 1981)
- 2010:
  - James W. Black, szkocki farmakolog, wykładowca akademicki, laureat Nagrody Nobla (ur. 1924)
  - Mirosław Łebkowski, polski pisarz, autor tekstów piosenek (ur. 1922)
  - Ignacy Rutkiewicz, polski dziennikarz, publicysta (ur. 1929)
  - Emil Schulz, niemiecki bokser (ur. 1938)
  - Walentina Tołkunowa, rosyjska piosenkarka (ur. 1946)
- 2011:
  - Halina Żytkowiak, polska wokalistka, członkini zespołów: Tarpany, Amazonki i Trubadurzy (ur. 1947)
- 2012:
  - Miriam Braude, izraelska architekt (ur. 1910)
  - Wojciech Musiał, polski chirurg, polityk, poseł na Sejm PRL (ur. 1934)
  - Matthew Ridley, brytyjski arystokrata, polityk (ur. 1925)
- 2013:
  - Zbigniew Dutkowski, polski dziennikarz sportowy (ur. 1925)
  - Jimmy Lloyd, brytyjski bokser (ur. 1939)
  - Bebo Valdés, kubański pianista, kompozytor (ur. 1918)
- 2014:
  - Antoine Porcel, francuski bokser (ur. 1937)
  - Zbigniew Wójcik, polski historyk (ur. 1922)
  - Patrice Wymore, amerykańska aktorka, piosenkarka, tancerka (ur. 1926)
- 2015:
  - Horst Buhtz, niemiecki piłkarz, trener (ur. 1923)
  - Peter Pišťanek, słowacki pisarz (ur. 1960)
- 2016:
  - Rita Gam, amerykańska aktorka (ur. 1927)
  - Phife Dawg, amerykański raper (ur. 1970)
- 2017:
  - Lech Bieganowski, polski okulista (ur. 1940)
  - Jan Paweł Gawlik, polski teatrolog, eseista, krytyk literacki, dramaturg, publicysta (ur. 1924)
  - Sib Hashian, amerykański perkusista, członek zespołu Boston (ur. 1949)
  - Tomás Milián, kubański aktor, scenarzysta filmowy i telewizyjny (ur. 1933)
  - Nifont (Sołoducha), ukraiński duchowny prawosławny, biskup chmielnicki, łucki i wołyński (ur. 1948)
  - Lembit Ulfsak, estoński aktor (ur. 1947)
- 2018:
  - Marcin Barlik, polski inżynier, geodeta (ur. 1944)
  - Witold Bień, polski ekonomista, bankowiec, polityk, prezes NBP (ur. 1927)
  - Henryk Chmielewski, polski neurolog, generał brygady, polityk, poseł na Sejm PRL (ur. 1934)
  - René Houseman, argentyński piłkarz (ur. 1953)
  - Dariush Shayegan, irański pisarz, filozof, teoretyk kultury (ur. 1935)
- 2019:
  - Frans Andriessen, holenderski prawnik, polityk, minister finansów (ur. 1929)
  - Dino De Antoni, włoski duchowny katolicki, biskup Gorycji (ur. 1936)
  - Scott Walker, amerykański wokalista, gitarzysta, członek zespołu The Walker Brothers (ur. 1943)
- 2020:
  - Gabi Delgado-López, niemiecki kompozytor, autor tekstów piosenek, producent muzyczny (ur. 1958)
  - Daniel Pilarczyk, amerykański duchowny katolicki, arcybiskup Cincinnati pochodzenia polskiego (ur. 1934)
- 2021:
  - Elgin Baylor, amerykański koszykarz, trener (ur. 1934)
  - Johnny Dumfries, brytyjski arystokrata, kierowca wyścigowy (ur. 1958)
  - Barnabas Imenger, nigeryjski piłkarz (ur. 1971)
  - Guy Brice Parfait Kolélas, kongijski ekonomista, polityk (ur. 1959)
  - Tatjana Łołowa, bułgarska aktorka (ur. 1934)
  - Alojzy Łysko, polski piłkarz, trener (ur. 1935)
  - Andrzej Malinowski, polski prawnik, logik, statystyk (ur. 1943)
- 2022:
  - Trevor Colman, brytyjski polityk, eurodeputowany (ur. 1941)
  - Edmund Piszcz, polski duchowny katolicki, biskup pomocniczy chełmiński, arcybiskup metropolita warmiński (ur. 1929)
  - Aleksiej Szarow, rosyjski pułkownik gwardii (ur. 1980)
- 2023:
  - Rywka Basman Ben-Chaim, izraelska poetka, nauczycielka (ur. 1925)
  - Andrzej Białkiewicz, polski inżynier, architekt, wykładowca akademicki (ur. 1954)
  - Rebecca Jones, meksykańska aktorka (ur. 1957)
  - Wojciech Misiuro, polski tancerz, mim, choreograf, reżyser teatralny (ur. 1952)
  - Teofilakt (Moisiejew), rosyjski biskup prawosławny (ur. 1949)
  - Stanisław Popiołek, polski urzędnik państwowy, menadżer, specjalista telekomunikacji, prezes Polskiego Radia (ur. 1938)
  - Vera T. Sós, węgierska matematyk, wykładowczyni akademicka (ur. 1930)
  - Andrzej Zarębski, polski dziennikarz, polityk, poseł na Sejm RP, rzecznik prasowy rządu (ur. 1957)
- 2024:
  - Franz Dietl, niemiecki duchowny katolicki, biskup pomocniczy Monachium i Freising (ur. 1934)
  - Alek Popow, bułgarski pisarz (ur. 1966)
  - Kazimierz Szabelski, polski inżynier, profesor nauk technicznych (ur. 1937)
- 2025:
  - Adam Błaś, polski prawnik, profesor nauk prawnych, nauczyciel akademicki (ur. 1946)
  - Łarisa Gołubkina, rosyjska aktorka (ur. 1940)
  - Colin Hart, brytyjski dziennikarz sportowy (ur. 1935)
  - Djamel Menad, algierski piłkarz (ur. 1960)
  - Danuta Olędzka, polska architektka, urbanistka, nauczycielka akademicka (ur. 1927)
  - Filippo Maria Pandolfi, włoski filozof, polityk, minister finansów, minister przemysłu, minister rolnictwa i leśnictwa (ur. 1927)
  - Stanisław Socha, polski trener lekkoatletyki, działacz sportowy, profesor nauk o kulturze fizycznej (ur. 1932)
  - Łukasz Turski, polski fizyk teoretyk, profesor nauk fizycznych, popularyzator nauki, publicysta (ur. 1943)